# ماثيو هربرت
ماثيو هربرت (بالإنجليزية: Matthew Herbert)‏ هو منتج أسطوانات وملحن ودي جيه بريطاني، ولد في 1972 في إنجلترا في المملكة المتحدة.

## وصلات خارجية
- الموقع الرسمي
- ماثيو هربرت على موقع IMDb (الإنجليزية)
- ماثيو هربرت على موقع ميوزك برينز (الإنجليزية)
- ماثيو هربرت على موقع ميوزك برينز (الإنجليزية)
- ماثيو هربرت على موقع ميوزك برينز (الإنجليزية)
- ماثيو هربرت على موقع ميوزك برينز (الإنجليزية)
- ماثيو هربرت على موقع قاعدة بيانات برودواي على الإنترنت (الإنجليزية)
- ماثيو هربرت على موقع إن إن دي بي (الإنجليزية)
- ماثيو هربرت على موقع أول ميوزيك (الإنجليزية)
- ماثيو هربرت على موقع أول ميوزيك (الإنجليزية)
- ماثيو هربرت على موقع أول ميوزيك (الإنجليزية)
- ماثيو هربرت على موقع أول ميوزيك (الإنجليزية)